# Red Skull
Red Skull (Johann Schmidt) là nhân vật siêu phản diện hư cấu xuất hiện trong sách truyện tranh Mỹ, được xuất bản bởi Marvel Comics. Phiên bản đầu tiên, George Maxon, xuất hiện trong Captain America Comics #1 và #4. Hóa thân chính của nhân vật, Johann Shmidt, được tạo ra bởi Joe Simon và Jack Kirby , và xuất hiện lần đầu trong Captain America Comics # 7 vào tháng 10 năm 1941. Ban đầu được miêu tả là một điệp viên Đức Quốc xã và là người bảo vệ của Adolf Hitler trong Chiến tranh thế giới thứ hai, Red Skull đã trở thành kẻ thù không đội trời chung của siêu anh hùng Captain America. Ban đầu đeo chiếc mặt nạ hình đầu lâu đỏ như máu đáng sợ tượng trưng cho sự tàn sát và hỗn loạn để đe dọa, nhiều thập kỷ sau chiến tranh, anh ta bị biến dạng khủng khiếp phù hợp với tính cách của mình.
Red Skull được tạp chí Wizard xếp hạng 21 trong Top 100 nhân vật phản diện vĩ đại nhất từ trước đến nay và được IGN xếp hạng 14 trong top những Nhân vật phản diện trong truyện tranh vĩ đại nhất mọi thời đại. Red Skull xuất hiện rất nhiều trong các thể loại như phim hoạt hình truyền hình, trò chơi video và được chuyển thể thành phim. Nhân vật do Scott Paulin thủ vai trong bộ phim Captain America (1990). Trong Vũ trụ Điện ảnh Marvel, Hugo Weaving đã đóng vai nhân vật này trong Captain America: The First Avenger (2011), và Ross Marquand lồng tiếng cho nhân vật này trong Avengers: Infinity War (2018) và Avengers: Endgame (2019) cũng như một phiên bản thay thế trong loạt phim hoạt hình Disney+ What If ...? (2021).

## Lịch sử xuất bản
Red Skull ban đầu được giới thiệu trong Captain America Comics #1 của Timely Comics (bìa ngày tháng 3 năm 1941), được viết và vẽ bởi nhóm của Joe Simon và Jack Kirby. Trong những dịp riêng biệt, cả Kirby và Simon đều tuyên bố đã có ý tưởng ban đầu cho nhân vật, và tại San Diego Comic-Con 1970, Kirby cho biết Red Skull được tạo ra bởi France Herron. Simon sau đó đã ghi công cả Kirby và Herron là người có vai trò trong việc tạo ra Red Skull. 
Skull sẽ xuất hiện trở lại trong số 3 của Captain America Comics . Như trong số 1, danh tính bí mật của Red Skull là George Maxon, chủ sở hữu của Công ty Máy bay Maxon chuyên sản xuất máy bay cho Quân đội Hoa Kỳ. Maxon đeo một chiếc mặt nạ để tạo ra vẻ ngoài của Red Skull và khuôn mặt của anh ta thường để lộ ra ngoài. Trong vai Red Skull, Maxon chỉ huy các vụ cướp ngân hàng trong nỗ lực quyên góp tiền để lật đổ chính phủ Hoa Kỳ, tuyên bố, "Tất nhiên bạn nhận ra vật chính trong việc lật đổ chính phủ là tiền!"
Những câu chuyện được xuất bản nhiều thập kỷ sau đó cho rằng Red Skull xuất hiện trong Captain America #7 (tháng 10 năm 1941) chính là Johann Shmidt của Đức Quốc xã, và Red Skull xuất hiện trước thời điểm đó chính là con tốt của George Maxon.  Red Skull cũng xuất hiện trong Young Allies #1 và #4. Anh ấy xuất hiện không mặt nạ trong cả hai vấn đề, bao gồm cả khi thức dậy khỏi giường ở vấn đề số 1 và khi đang ở trong máy bay chiến đấu với một đồng minh khác ở số 4.
Sau nhiều năm vắng bóng trên truyện tranh, cả Captain America và Red Skull đều được đưa trở lại vào năm 1954 trong Young Men Comics #24, trong một câu chuyện mang tên "Back From The Dead". Tại đây, Red Skull, nghĩ rằng Captain America đã chết, đã rời bỏ chính trường và bắt đầu một doanh nghiệp tội phạm lớn ở Hoa Kỳ. Trong lần xuất hiện tiếp theo, trong số 27, Red Skull một lần nữa bị bỏ mặc cho cái chết.
Nhân vật trở lại trong những câu chuyện mới bắt đầu với Tales of Suspense # 65 (tháng 5 năm 1965) trong phần chạy câu chuyện trong Chiến tranh Thế giới thứ hai của Captain America. Red Skull được coi là một nhân vật phản diện đương thời trong số 79 (tháng 7 năm 1966), với lời giải thích rằng anh ta đã bị đình chỉ hoạt hình kể từ Thế chiến thứ hai.
Trong nhiều thập kỷ, bộ mặt thật của nhân vật này đã bị che giấu, nhưng trong Captain America # 297 (tháng 9 năm 1984), Red Skull đã lộ diện trước mặt Captain America và khuôn mặt của anh ta, mặc dù cực kỳ già nua, vẫn được tiết lộ đầy đủ. Trong số tiếp theo, Red Skull kể lại câu chuyện của mình với khuôn mặt hiện rõ hoàn toàn ở nhiều lứa tuổi khác nhau. Khi nhân vật được tiết lộ là còn sống trong số 350 (tháng 2 năm 1989), trong một câu chuyện có tên "Resurrection", của Mark Gruenwald , khuôn mặt của cơ thể ban đầu của Johann Shmidt bị ẩn một lần nữa, nhưng khuôn mặt của Red Skull vẫn được nhìn thấy hoàn toàn, mặc dù trong bản sao nhân bản của cơ thể Captain America.
Nguồn gốc của nhân vật này đã được minh họa đầy đủ hơn trong miniseries Red Skull: Incarnate , với khuôn mặt của Shmidt có thể nhìn thấy một lần nữa.

## Sức mạnh và khả năng
Mặc dù không có siêu năng lực nhưng Red Skull sở hữu trí tuệ cao và thiên tài phát minh, đồng thời là một nhà chiến lược lật đổ và đặc vụ chính trị tài năng. Tại một thời điểm, tâm trí của Red Skull tồn tại một cơ thể được nhân bản từ Captain America, cơ thể sở hữu những thay đổi gây đột biến do Công thức Siêu chiến binh gây ra. Do đó, anh được trời phú cho một cơ thể ở tình trạng thể chất hoàn hảo, với sức mạnh, tốc độ, độ bền, sự nhanh nhẹn, khéo léo, phản xạ, phối hợp, thăng bằng và sức bền thể chất vượt xa vận động viên Olympic. Mặc dù có mô sẹo bao phủ mặt và đầu, các giác quan của anh vẫn ở mức trên trung bình. Anh ấy đã được thể hiện như một võ sĩ tuyệt vời, mặc dù anh ấy không bao giờ ngang hàng với Captain America; ban đầu ông được huấn luyện bởi các vận động viên người Đức do Hitler chỉ định.
Trong khi chia sẻ cơ thể của Alexander Lukin, anh ta đã đánh mất khả năng siêu phàm của mình. Kể từ đó, anh ta cư trú trong một trong những cơ thể android do Arnim Zola chế tạo, với khả năng chịu đựng và khả năng phục hồi được nâng cao.
Anh ta thường trang bị cho mình một điếu thuốc lừa có thể bắn ra một loại khí độc chết người — thương hiệu của anh ta là "bụi của cái chết" - cho nạn nhân của mình. "Bụi của cái chết" là một loại bột màu đỏ có thể giết chết một nạn nhân trong vòng vài giây sau khi tiếp xúc với da. Loại bột này khiến da đầu nạn nhân co lại, thắt lại và chuyển màu đỏ, đồng thời rụng hết tóc; do đó đầu của nạn nhân giống một "hộp sọ đỏ". Anh ta cũng mang theo một kho vũ khí lớn gồm các loại súng và thuốc nổ thông thường và tiên tiến.
Sau khi kết hợp bộ não của chính mình với bộ não của Charles Xavier, bản sao của Red Skull có được khả năng thần giao cách cảm mạnh mẽ. Sau khi bị giết trong cuộc chiến với Magneto, bản sao Red Skull tạm thời tiến hóa thành một thực thể psionic tương tự như Onslaught, tăng đáng kể sức mạnh ban đầu của anh ta đồng thời mang lại cho anh ta những sức mạnh mới, khác nhau, từ phép chiếu vật chất vào trung gian, toàn quyền kiểm soát trạng thái tâm thần của anh ta tạo ra các tua, thay đổi kích thước và như vậy, phóng chiếu năng lượng dưới dạng vụ nổ quang học, ngoài khả năng kiểm soát được tăng cường đáng kể đối với khả năng tâm linh của anh ta, có thể tác động tâm trí toàn thế giới để khơi mào sự căm ghét trên toàn thế giới. Tuy nhiên, sau khi trở lại hình dạng ban đầu, anh ta sau đó bày tỏ sự thất vọng với sức mạnh mới này vì nó khiến việc chinh phục quá dễ dàng đối với anh ta, nhận ra rằng anh ta muốn mọi người phải cúi đầu trước anh ta theo ý muốn tự do của họ, thay vì chỉ bắt mọi người phải phục tùng một cách vô tâm. Red Skull cuối cùng mất đi những khả năng này khi anh ta bị Rogue bắt và đưa đến Beast, người thực hiện phẫu thuật trên Red Skull để lấy các yếu tố trong não của Xavier từ não của anh ta.

## Trên các phương tiện truyền thông khác

### Truyền hình
- Red Skull xuất hiện trong phân đoạn "Captain America" của loạt phim hoạt hình The Marvel Super Heroes, do Paul Kligman lồng tiếng.
- Red Skull xuất hiện trong loạt phim hoạt hình Người Nhện năm 1981, do Peter Cullen lồng tiếng .
- Red Skull xuất hiện trong tập phim hoạt hình "Quest of the Red Skull" của Spider-Man and His Amazing Friends, do Peter Cullen lồng tiếng một lần nữa.
- Red Skull xuất hiện trong một đoạn hồi tưởng trong tập phim hoạt hình X-Men "Old Soldiers", do Cedric Smith lồng tiếng.
- Red Skull xuất hiện trong loạt phim hoạt hình Người Nhện năm 1994, được lồng tiếng bởi David Warner (trong "The Cat") và Earl Boen (trong "Six Forgotten Warriors" trở đi).  Anh xuất hiện lần đầu trong tập phim "The Cat", sau khi điều khiển John "The Cat" Hardesky từ trong bóng tối, trước khi xuất hiện với tư cách là nhân vật trung tâm trong tập phim năm phần "Six Forgotten Warriors". Vào những năm 1940, sau một trận chiến với Captain America và đồng đội của anh ta, cả người cũ và Red Skull đều bị mắc kẹt trong hình ảnh động lơ lửng trong một vòng xoáy năng lượng. Khi con trai của Red Skull Rheinholt Schmidtgiải thoát cha mình khỏi vòng xoáy 50 năm sau, Captain America cũng vô tình được thả, dẫn đến hai kẻ thù xung đột và cuối cùng bị mắc kẹt trong vòng xoáy một lần nữa. Trong tập ba phần "Secret Wars", Red Skull xuất hiện với tư cách là một trong một số siêu thần được Beyonder tập hợp và đặt trên một hành tinh xa lạ như một phần của cuộc thử nghiệm. Những người trước đây hợp tác với Doctor Octopus trước khi họ bị đánh bại bởi một nhóm anh hùng do Spider-Man dẫn đầu và bị gửi trở lại Trái đất khi Doctor Doom đánh cắp sức mạnh của Beyonder.
- Red Skull xuất hiện trong loạt phim hoạt hình The Super Hero Squad Show tập "Wrath of the Red Skull" và "World War Witch", được lồng tiếng bởi Mark Hamill.
- Red Skull và bí danh Dell Rusk của anh ấy xuất hiện trong loạt phim hoạt hình The Avengers: Earth's Mightiest Heroes, do Steve Blum lồng tiếng.  Trong Chiến tranh thế giới thứ hai, Red Skull sử dụng tài nguyên của HYDRA để bắt cóc các con thú thần thoại Bắc Âu khỏi Cửu giới và đặt chúng vào sự kiểm soát của hắn. Trong khi Captain America và Bucky Barnes ngăn cản âm mưu của anh ta, Red Skull gián tiếp gây ra hoạt hình bị đình chỉ của phần trước và cái chết của phần sau trong khi trốn thoát. Ở hiện tại, anh lặng lẽ trở lại với tư cách là Dell Rusk, Bộ trưởng Quốc phòng và là thủ lĩnh của Code Red, bao gồm Falcon , Doc Samson , Red Hulk, và Người lính mùa đông. Anh ta phát hành một vũ khí sinh học ở New York và định hình các Avengers cho nó, gửi Code Red để bắt giữ họ. Winter Soldier bắt Captain America và đưa anh ta cho Red Skull, nhưng Captain America đã có thể đánh bại kẻ thù cũ của mình và phơi bày danh tính của anh ta trước công chúng. Red Skull được chuyển đến Căn cứ Thủy điện của Avengers cho đến khi Người ngủ của anh ta phá vỡ anh ta. Anh ta kết hợp Sleepers thành một người máy khổng lồ để tấn công Washington DC trước khi Captain America và Winter Soldier hợp tác cùng nhau để đánh bại Red Skull và tiêu diệt Sleepers của anh ta.
- Red Skull xuất hiện trong loạt phim hoạt hình Avengers Assemble, do Liam O'Brien lồng tiếng. Trong phần một, anh ta bắt Captain America trong một nỗ lực chuyển đổi cơ thể với người sau để tự cho mình một cuộc sống lâu hơn. Mặc dù Avengers đảo ngược quá trình, Red Skull đã đánh cắp áo giáp và lò phản ứng hồ quang của Iron Man và tự trang bị lại Iron Skull trước khi tiếp tục hình thành và dẫn dắt Cabal chống lại Avengers. Tuy nhiên, Iron Skull cố gắng loại bỏ các đồng minh của mình cho đến khi Iron Man tiết lộ ý định của mình và biến Cabal chống lại anh ta. Sử dụng sức mạnh của khối Tesseract, Iron Skull trở thành Cosmic Skulltiêu diệt Cabal và Avengers, chỉ để bị cả hai nhóm đánh bại và tách khỏi khối Tesseract và bộ giáp của anh ta; đưa anh ta trở lại hình dạng Red Skull ban đầu của mình. Mặc dù vậy, anh ta đã trốn thoát cùng khối Tesseract và cố gắng thành lập một liên minh với Thanos . Trong phần hai, phần sau tra tấn Red Skull trước khi đưa anh ta trở lại Trái đất để được Avengers quản thúc. Sau khi sống sót sau âm mưu bắt cóc của Winter Soldier, Red Skull được khôi phục lại ánh hào quang trước đây và trốn thoát đến Đảo Quái vật với sự giúp đỡ của các Mindless Ones của Dormammu. Anh ta tạo ra một trường lực dựa trên ma thuật không thể xuyên thủng xung quanh hòn đảo để bảo vệ mình khỏi Thanos, nhưng bị trục xuất bởi Ant-Man và Fin Fang Foom. Red Skull cũng xuất hiện lẻ tẻ trong phần 4 và 5 của Avengers: Secret Wars và Avengers: Black Panther's Quest .
  - Một phiên bản cướp biển Battleworld của Red Skull được gọi là Dread Skull xuất hiện trong tập Avengers: Secret Wars "The Vibranium Coast".
- Red Skull xuất hiện trong bộ phim hoạt hình đặc biệt Phineas and Ferb: Mission Marvel, được lồng tiếng lại bởi Liam O'Brien.
- Red Skull xuất hiện trong tập phim hoạt hình Hulk and the Agents of SMASH "Days of Future Smash, Part 4: The Hydra Years", được lồng tiếng lại bởi Liam O'Brien.  Trong khi du hành xuyên thời gian để ngăn chặn Thủ lĩnh , Hulk chạm trán với Captain America trong Thế chiến thứ hai trước khi cả hai anh hùng biết được âm mưu biến Sọ đỏ thành Sọ xanh của Người lãnh đạo.thông qua năng lượng gamma của Hulk. Với việc Hulk suy yếu, Green Skull áp đảo và buộc Captain America phải đầu hàng. Trong dòng thời gian thay thế kết quả, Thủ lĩnh điều khiển HYDRA bằng một thiết bị giống bánh xe được cung cấp bởi Green Skull. Với sự giúp đỡ của các đặc vụ của SMASH và một Captain America lớn tuổi, Hulk được giải thoát và lấy lại năng lượng gamma bị đánh cắp từ Green Skull, biến cái sau trở lại thành Red Skull trong khi Leader trốn thoát, thay đổi dòng thời gian trở lại bình thường.
  - Một phiên bản khủng long dòng thời gian thay thế của Red Skull được gọi là Red Skullasaurus xuất hiện trong "Days of Future Smash, Part 5: The Tomorrow Smashers". Thủ lĩnh triệu hồi nó, cùng với những sinh vật nghịch dị khác, để giúp anh ta chống lại các tác nhân của SMASH Tuy nhiên, anh ta bị đánh bại và các sinh vật được quay trở lại dòng thời gian tương ứng của chúng. [ cần dẫn nguồn ]
- Red Skull xuất hiện trong mini-series hoạt hình Lego Marvel Super Heroes: Maximum Overload , do Chi McBride lồng tiếng .
- Red Skull xuất hiện trong loạt phim hoạt hình Marvel Disk Wars: The Avengers , do Motomu Kiyokawa lồng tiếng bằng tiếng Nhật và Liam O'Brien bằng tiếng Anh.
- Red Skull xuất hiện trong loạt phim hoạt hình Marvel Future Avengers , được lồng tiếng lại bởi Motomu Kiyokawa bằng tiếng Nhật và Liam O'Brien bằng tiếng Anh.

### Phim
- Một biến thể của Red Skull đã xuất hiện trong bộ phim hành động trực tiếp Captain America năm 1990, do Scott Paulin thể hiện. Phiên bản này là  một sĩ quan người Ý, sau này là Mafioso, tên là Tadzio de Santis. Anh ta là một thần đồng có gia đình bị giết bởi những người lính Axis, những người đã áp dụng anh ta theo công thức siêu chiến binh, khiến anh ta bị dị dạng và xấu xa. Với việc bị xóa trí nhớ để khiến anh ta trung thành với Axis Powers, Red Skull phóng một tên lửa vào Washington DC, nhưng Captain America đã tấn công căn cứ của Red Skull. Trận chiến sau đó với người trước đó trên một quả tên lửa bay trước khi Red Skull chặt tay anh ta để tránh cái chết. Sau khi Captain America bị mắc kẹt trong băng hàng thập kỷ, Red Skull thành lập một tổ chức tội phạm cùng với con gái của ông ta là Valentina Santis và cố gắng tẩy não Tổng thống, nhưng bị chặn lại bởi một đoạn băng ghi âm về cái chết của gia đình ông ta. Đang chìm trong suy nghĩ, Captain America dùng chiếc khiên của mình để ném Red Skull xuống một vách đá.
- Red Skull xuất hiện trong bộ phim hoạt hình Heroes United: Iron Man and Captain America năm 2014, do Liam O'Brien lồng tiếng một lần nữa.

### Vũ trụ Điện ảnh Marvel
Johann Schmidt / Red Skull xuất hiện trên các phương tiện truyền thông lấy bối cảnh trong Vũ trụ Điện ảnh Marvel (MCU):
- Anh ấy được giới thiệu trong bộ phim hành động live-action Captain America: The First Avenger, do Hugo Weaving thủ vai. Phiên bản này là người đứng đầu HYDRA, ban đầu là bộ phận khoa học chuyên sâu của Đức Quốc xã. Schmidt ra lệnh cho Tiến sĩ Abraham Erskine sử dụng một công thức thí nghiệm cho anh ta, giúp nâng cao thể chất cho hắn, nhưng khiến hắn ta bị biến dạng vĩnh viễn. Kết quả là, Adolf Hitler đã đặt biệt danh cho Schmidt là "Red Skull" và đày ải ông ta. Trong khi dẫn đầu một cuộc du hành vào Na Uy năm 1942, Schmidt thu hồi khối Tesseract và có nhà khoa học chính của anh ta là Arnim Zola phát triển vũ khí tiên tiến do đối tượng cung cấp. Vỡ mộng với Đức Quốc xã, Schmidt ly khai khỏi chế độ của họ và thành lập HYDRA làm lực lượng của riêng mình chống lại Đồng minh và phe Trục với nguyện vọng thống trị thế giới. Tuy nhiên, Steve Rogers dẫn đầu cuộc chiến của Đồng minh chống lại HYDRA, buộc cả lũ phải rút lui về căn cứ cuối cùng của họ trên dãy Alps. Năm 1945, Schmidt khởi động kế hoạch phá hủy các thành phố đông dân cư trên khắp nước Mỹ, nhưng bị Rogers đánh bại và dường như bị khối Tesseract làm tan rã trong khi cố gắng sử dụng nó.
- Schmidt trở lại trong bộ phim live-action Avengers: Infinity War, do Ross Marquand thủ vai. Sau các sự kiện của The First Avenger, Schmidt được đưa đến hành tinh Vormir và bị buộc phải phục vụ như một "người canh giữ đá", hướng dẫn những người tìm kiếm Viên đá Linh hồn như một hình phạt vì việc anh ta sử dụng Tesseract. Vì Viên đá Linh hồn yêu cầu sự hy sinh của một người thân yêu mà anh ta không có, anh ta không thể đòi nó cho chính mình. Vào năm 2018, Thanos và Gamora đến Vormir để lấy Viên đá Linh hồn, mà Schmidt hướng họ đến, giải thích các yêu cầu của nó và xem xét khi Thanos giết Gamora. Đạo diễn Joe và Anthony Russonói rằng, sau khi Thanos lấy được Viên đá Linh hồn, Schmidt đã được giải thoát khỏi lời nguyền của mình và được phép rời khỏi Vormir và theo đuổi mong muốn của riêng mình.
- Một phiên bản quá khứ của Schmidt xuất hiện trong bộ phim live-action Avengers: Endgame, với vai diễn thuộc về Marquand. Anh ta hướng dẫn Natasha Romanoff và Clint Barton du hành thời gian đến Viên đá Linh hồn và quan sát khi cô hy sinh bản thân để Barton có thể mang viên đá trở lại hiện tại.
- Một phiên bản dòng thời gian thay thế của Schmidt xuất hiện trong loạt phim hoạt hình Disney+ What If ...? tập "What If... Captain Carter Were the First Avenger?", do Marquand lồng tiếng. Tương tự như các sự kiện của The First Avenger, hắn ta cố gắng đạt được sự thống trị thế giới thông qua Tesseract, nhưng thay vào đó lại vấp phải sự ngăn cản của Captain Carter. Kế hoạch của Schmidt cuối cùng lên đến đỉnh điểm khi hắn sử dụng Tesseract để mở một cánh cổng và triệu hồi một sinh vật xuyên không gian, chỉ để nó giết chính mình.

### Trò chơi điện tử
- Red Skull xuất hiện với tư cách là trùm áp chót của Captain America và The Avengers năm 1991.
- Red Skull xuất hiện trong phiên bản PlayStation 3 và Xbox 360 của Marvel Super Hero Squad: The Infinity Gauntlet , do Mark Hamill lồng tiếng một lần nữa .
- Red Skull xuất hiện trong Captain America: Super Soldier, do Keith Ferguson lồng tiếng.
- Red Skull xuất hiện như một nhân vật không thể chơi được trong Marvel Super Hero Squad: Comic Combat, được lồng tiếng lại bởi Mark Hamill.
- Red Skull xuất hiện trong Lego Marvel Super Heroes, do Steven Blum lồng tiếng một lần nữa .
- Red Skull xuất hiện như một nhân vật điều khiển được trong Lego Marvel's Avengers, được lồng tiếng lại bởi Liam O'Brien. Phiên bản này có bộ giáp "Iron Skull" từ loạt phim hoạt hình Avengers Assemble.
- Red Skull xuất hiện với tư cách là trùm trong Marvel Ultimate Alliance 3: The Black Order , do Liam O'Brien lồng tiếng một lần nữa.

### Biểu diễn trực tiếp
- Red Skull xuất hiện trong Marvel Universe Live! chương trình đấu trường. Phiên bản này có bộ giáp "Iron Skull" từ loạt phim hoạt hình Avengers Assemble .
- Red Skull xuất hiện trong "Marvel Season of Super Heroes" của Disneyland Paris.